# Stuart Freeborn
Stuart Freeborn, né à Leytonstone (au nord-est de Londres) le 5 septembre 1914 et mort à Londres le 5 février 2013, est un maquilleur britannique spécialisé dans le cinéma. 
Stuart Freeborn est surtout connu pour avoir créé les masques et les costumes des australopithèques du film 2001, l'Odyssée de l'espace (1968) et, pour la trilogie originale de La Guerre des étoiles (1977-1983), les masques et les costumes du wookiee Chewbacca ainsi que la marionnette représentant le maître Yoda, dont le visage, et surtout les yeux, furent inspirés à Freeborn par les traits d'Albert Einstein.

## Filmographie sélective
- Le Voleur de Bagdad (1940, mais Freeborn ne fut pas mentionné sur le générique du film[2])
- Oliver Twist (1948)
- Le Pont de la rivière Kwaï (1957)
- Docteur Folamour (1964)
- 2001, l'Odyssée de l'espace (1968)
- Alice au pays des merveilles (1972)
- La Malédiction (1976)
- Star Wars
  - Star Wars, épisode IV : Un nouvel espoir (1977)
  - Star Wars, épisode V : L'Empire contre-attaque (1980)
  - Star Wars, épisode VI : Le Retour du Jedi (1983)
- Superman
  - Superman (1978)
  - Superman 2 (1980)
  - Superman 3 (1983)
  - Superman 4 (1987)